# Physoloba multivirgulata
Physoloba multivirgulata är en fjärilsart som beskrevs av Paul Mabille 1885. Physoloba multivirgulata ingår i släktet Physoloba och familjen mätare. Inga underarter finns listade i Catalogue of Life.